# Sa’idabad-e Dżadżrud
Sa’idabad-e Dżadżrud (perski: سعيدآباد جاجرود) – miejscowość w północnym Iranie, w ostanie Teheran. W 2006 roku miejscowość liczyła 5082 mieszkańców w 1419 rodzinach.